# 比施巴赫河
49°47′41″N 9°37′11″E / 49.79472°N 9.61972°E

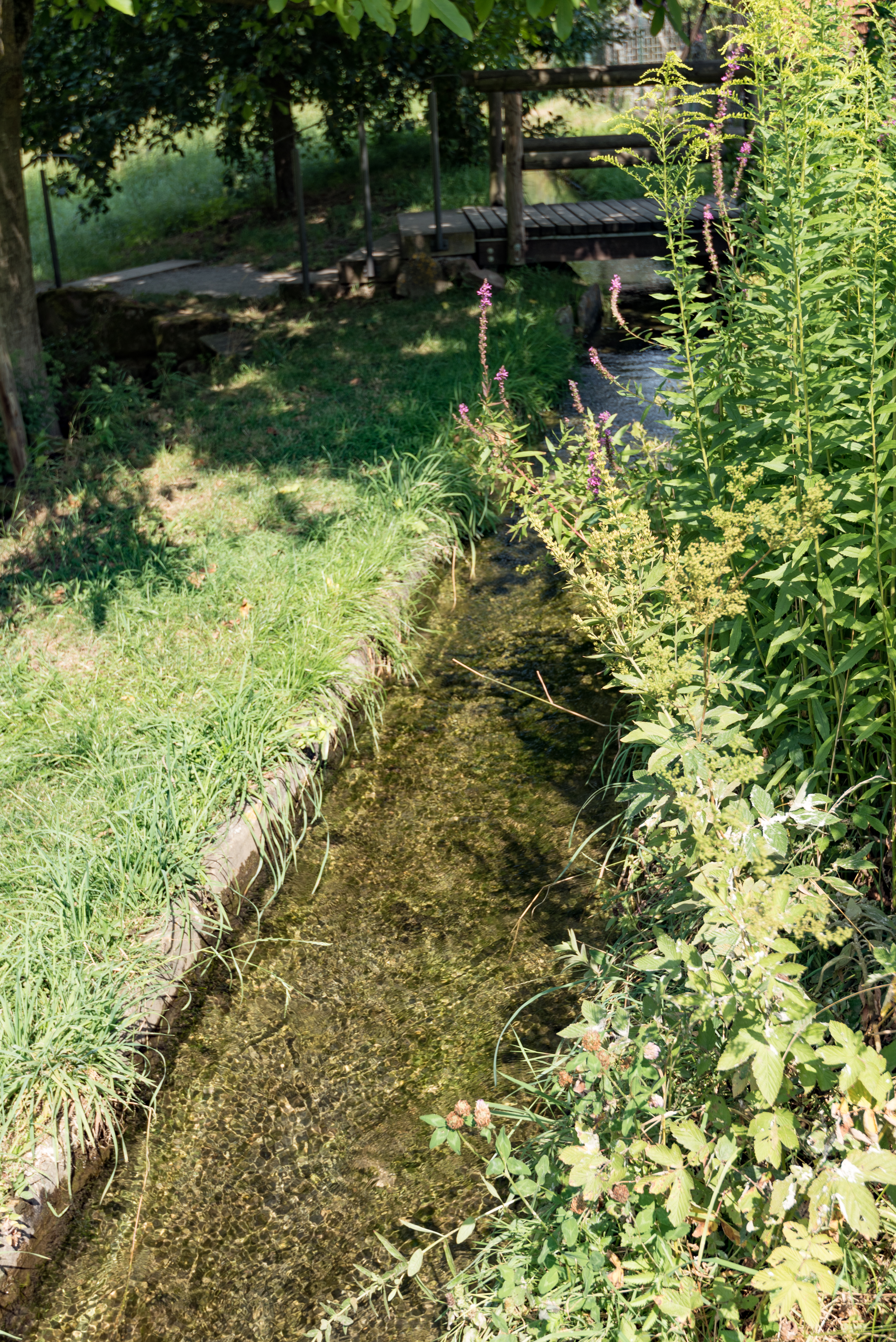

比施巴赫河（德語：Bischbach），是德國的河流，位於該國東南部，由巴伐利亞負責管轄，屬於美因河的左支流，河道全長2.4公里，流域面積3.2平方公里。